# Xã Salisbury, Quận Lancaster, Pennsylvania
Xã Salisbury (tiếng Anh: Salisbury Township) là một xã thuộc quận Lancaster, tiểu bang Pennsylvania, Hoa Kỳ. Năm 2010, dân số của xã này là 11.062 người.